# Hyponerita brueckneri
Hyponerita brueckneri là một loài bướm đêm thuộc phân họ Arctiinae, họ Erebidae.